# Insegne di Scozia

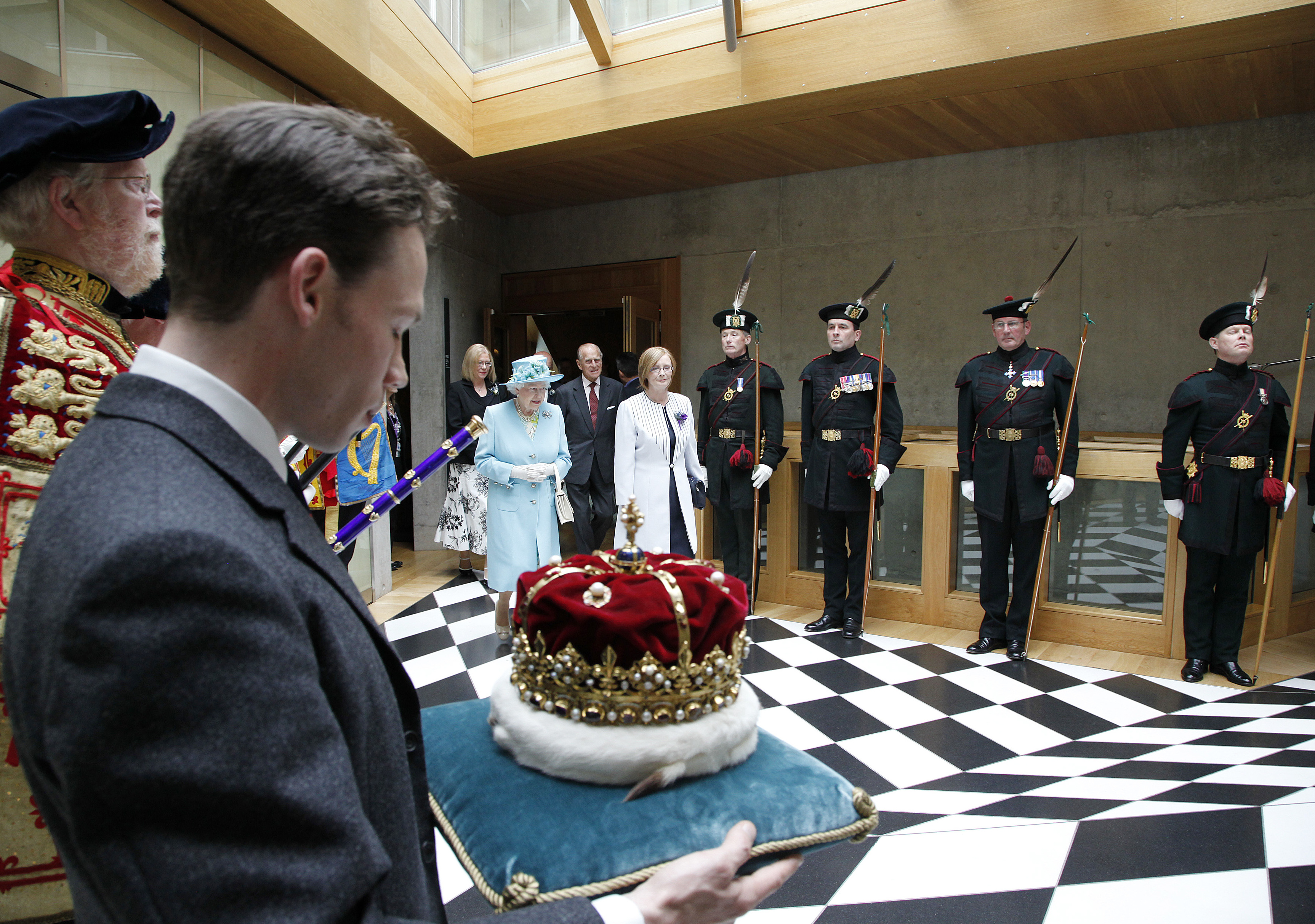
Il duca di Hamilton regge la corona di Scozia, mentre la regina Elisabetta II inaugura la sessione del Parlamento scozzese (2011)

Le insegne di Scozia, anche conosciute come "onori di Scozia", "regalia di Scozia" o "gioielli della corona scozzese", risalgono al XV-XVI secolo, sono le più antiche insegne nelle isole britanniche e sono seconde in Europa. Sono conservate al Castello di Edimburgo.
L'insieme esistente è stato usato per l'incoronazione dei monarchi scozzesi dal 1543 (Maria I) al 1651 (Carlo II). Da allora, tali insegne sono state utilizzate per rappresentare il consenso reale per legiferare sia nel Parlamento di Scozia che nel Parlamento scozzese, ed inoltre sono state usate per le cerimonie di Stato, compresa la prima visita in Scozia come sovrano di re Giorgio IV nel 1822 e la prima visita in Scozia come sovrana della regina Elisabetta II nel 1953.
Ci sono tre elementi primari delle Insegne di Scozia: la corona, lo scettro e la spada di Stato. Questi tre elementi, inoltre, compaiono sul cimiero dello stemma reale di Scozia, in cui il rosso leone rampante - simbolo dei re di Scozia - è rappresentato con la corona e tiene nelle zampe la spada e lo scettro.

## Corona di Scozia
La corona di Scozia che è giunta fino a noi, datata 1540, venne creata dall'orafo John Mosman di Edimburgo su commissione di Giacomo V, che voleva apportare qualche modifica per migliorare la corona originale. Giacomo la indossò per l'incoronazione di sua moglie, sempre nel 1540, nell'abbazia di Holyrood.
Il cerchio alla base è realizzato in oro scozzese e vi sono incastonate 22 gemme e 20 pietre preziose ricavate dalla corona precedente. Sono state usate anche perle d'acqua dolce prese dai fiumi scozzesi. La corona pesa 1644 g.
I quattro archi dorati della corona sono ornati con oro e con foglie di quercia smaltata rossa, apparentemente di fattura francese. Nel punto in cui i quattro archi vengono a contatto si poggia un globo crucigero d'oro, smaltato in azzurro ed ornato con stelle placcate. Tutto è sormontato da una grande croce decorata in oro e in smalto nero, con un'ametista rettangolare al centro. La parte superiore e i due bracci laterali della croce sono adornati con delle perle.

## Scettro di Scozia
Lo scettro di Scozia era un regalo di Papa Alessandro VI al re Giacomo IV risalente al 1494. È stato ritoccato ed allungato nel 1536. È realizzato in argento placcato ed è sormontato da una sfera di cristallo e da una perla scozzese. Lo scettro include parecchi simboli cristiani: in particolare, i delfini stilizzati, simbolo della chiesa, che appaiono in cima all'asta dello scettro, e immagini della Vergine Maria che tiene il Bambino Gesù, di san Giacomo il Maggiore e di sant'Andrea che tiene una croce decussata.

## Spada di Stato di Scozia
La Spada di Stato di Scozia era anch'essa un regalo papale, donato da papa Giulio II a Giacomo IV nel 1507. Sulla lama sono incise le immagini di san Pietro e di san Paolo ed è riportato il nome di Giulio II. Sull'elsa sono presenti degli orsi placcati in argento, delle ghiande e delle foglie di quercia. La spada è un importante esempio di arte italiana del XVI secolo, ma è stata danneggiata nel 1652 mentre si cercava di nascondere le insegne ed altri gioielli reali dalle truppe di Oliver Cromwell. 
Nel 2023 è stata creata una nuova spada cerimoniale durante la presentazione ufficiale dei gioielli della Corona scozzese al nuovo sovrano Carlo III perché quella antica è troppo delicata per essere effettivamente usata nelle cerimonie.

## Storia
Dopo essere state usate per l'incoronazione di Maria I, Giacomo VI e Carlo I, le insegne sono state usate un'ultima volta per l'incoronazione nel 1651 di Carlo II. Prima di questo evento, Carlo I era stato giustiziato per ordine del Parlamento d'Inghilterra. Oliver Cromwell, Lord Protettore d'Inghilterra, Scozia e Irlanda, ordinò di distruggere le insegne delle monarchie precedenti. Per fortuna le insegne di Scozia sono state nascoste, inizialmente al castello di Dunnottar, che venne successivamente assediato dal nuovo esercito di Cromwell; quindi le insegne vennero nascoste sotto il pavimento della chiesa della parrocchia di Kinneff, e vennero recuperate solo nel 1660, quando si ripristinò la monarchia. Le insegne non sono state più usate per incoronare nessun altro monarca scozzese.
Fino all'Atto di Unione del 1707, che ha unito il Regno di Scozia ed il Regno d'Inghilterra per formare l'unificato Regno di Gran Bretagna, le insegne di Scozia sono state sistemate nel Parlamento di Scozia per rappresentare il monarca, che dall'Unione delle corone del 1603 risiedeva in Inghilterra. Dopo che, con l'Atto di Unione, il Parlamento di Scozia e il Parlamento d'Inghilterra sono stati sciolti e si è creato il Parlamento di Gran Bretagna a Londra, le insegne di Scozia, non avendo più alcun ruolo simbolico da giocare nell'unificato parlamento britannico, sono state conservate e sigillate in un forziere nel castello di Edimburgo. Là sono rimaste, quasi dimenticate, fino al 1819, quando un gruppo di persone, tra cui Walter Scott, ha voluto recuperarle. 
A seguito della loro scoperta, sono state messe in esposizione dal 1829 fino ad oggi con soltanto un'eccezione: nel 1941 vennero nascoste per paura che fossero distrutte in seguito ad un bombardamento tedesco durante la seconda guerra mondiale. Sono state riprese nel 1953 per essere presentate alla neo-regina Elisabetta II d'Inghilterra e da allora sono state conservate nella "stanza della corona" del castello Edimburgo. Quando la Pietra di Scone venne restituita alla Scozia nel 1996, anch'essa fu disposta nella stanza della corona, accanto alle insegne. 
Nel maggio 1999, alla prima seduta del devoluto Parlamento scozzese, nell'ottobre del 2004, all'apertura del nuovo edificio del parlamento scozzese, e nelle successive cerimonie di apertura di ogni nuova sessione del Parlamento scozzese, la corona di Scozia è stata presente accanto al monarca; non erano invece presenti la spada e lo scettro perché troppo fragili, a differenza della corona, e perciò non poterono essere esposti in queste occasioni.